# Amegilla atripes
Amegilla atripes es una especie de abeja excavadora perteneciente al género Amegilla, categorizada en la tribu Anthophorini, de la subfamilia Apinae.
Fue descrita por el entomólogo alemán Heinrich Friedrich August Karl Ludwig Friese en 1922. Aparece registrada y publicada en una sección de Names proposed and notes on a pioneer melittologist (Hymenoptera, Anthophila). Zootaxa, Vol. 1833 de 1833.

## Distribución
Se distribuye por el continente asiático, en Indonesia, en el archipiélago de las islas Molucas.